# Zaccaria Boverio
Zaccaria Boverio OFMCap (geboren als Giovanni Boverio; * 1568 in Saluzzo; † 31. März 1638 in Genua) war ein italienischer Theologe und gehörte dem Kapuzinerorden an.

## Leben
Giovanni Boverio war der Sohn von Matteo Boverio, des ehemaligen Gouverneurs von Saluzzo. Er studierte zunächst Rechtswissenschaft. Nach dem Examen trat er den Kapuzinern bei und nahm den Ordensnamen Zaccaria an. Ab 1602 war er in der Pfarrei San Giusto in Susa (Piemont) tätig, danach war er Seelsorger in den Alpentälern des Val Seriana (in Clusone) und am Oberlauf der Dora Riparia (in Cesana). 1625 begleitete er Kardinal Francesco Barberini bei dessen Verhandlungen als päpstlicher Legat mit Frankreich und Spanien.
Später unterrichtete Boverio in Lyon. Dort veröffentlichte er 1632 in lateinischer Sprache den ersten Band seines auf Geheiß der Ordensleitung geschriebenen ordensgeschichtlichen Werkes Annalium seu sacrarum historiarum Ordinis Minorum S. Francisci qui Capucini nuncupantur über die Geschichte der Kapuziner von den Anfängen 1525 bis 1612. Ein zweiter Band erschien 1639, ein Jahr nach seinem Tode. Zahlreiche Nachdrucke und Überarbeitungen mit wechselnden Titeln folgten, unter anderem unter dem Titel Annales Ordinis Minorum Capuccinorum.

## Nachleben
Boverios Darstellung insbesondere der Ablösung der Kapuziner von den Franziskanern erregte Widerspruch, zumal bei ihrem Mutterorden. 1651 wurden beide Bände und deren italienische Übersetzung verboten. Nachdem die beanstandeten Textabschnitte entfernt worden waren, gestattete die Indexkongregation im Jahr darauf eine Neuausgabe. Zaccarias Mitbruder Antonius Maria Galitius OFMCap aus Brixen veröffentlichte 1653 eine umfassende Verteidigungsschrift seiner Annalen.

## Schriften (Auswahl)
- Demonstrationes symbolorum verae et falsae religionis. Lyon 1617, Band 1, Band 2.
- Paraenesis catholica ad Marcum Antonium de Dominis, olim archiepiscopum Spalatensem, nunc vero a S.R.E Apostatam, & in Angliam transfugam. Lyon 1618.
- Censura paraenetica in quatuor libros. Mailand 1621.
- Orthodoxa consultatio de ratione verae fidei et religionis amplectendae. Wien 1626.
- Annalivm Seu Sacrarum Historiarum Ordinis Minorum S. Francisci Qui Capucini nuncupantur. Lyon 1632.
- Annalium Seu Sacrarum Historiarum Ordinis Minorum S. Francisci Qui Capucini nuncupantur. Lyon 1639.